# 60 mm lehký minomet ANTOS-LR
60 mm lehký minomet ANTOS-LR je česká dělostřelecká zbraň určená zejména pro posílení palebné síly výsadkových, průzkumných a speciálních jednotek. Minomet je vyráběn od roku 2011 státním podnikem VOP-026 Šternberk, prvním zákazníkem se stala česká armáda jenž objednala 8 souprav i s příslušenstvím.

## Technické parametry
- Ráže (dle STANAG NATO): 60,7 mm
- Délka hlavně: 1.000 mm
- Celková hmotnost včetně zaměřovače: < 15,6 kg
- Záměrné úhly v odměru beze změny pozice dvojnožky: ± 6°
- Náměr: 40° ÷ 85°
- Min. dostřel (+21 °C, 85°, základní náplň 0): 120 m
- Max. dostřel (+21 °C, 45°, plná náplň 3): 2.900 m
- Maximální provozní tlak: 54 MPa
- Pracovní teploty: -30 °C ÷ +60 °C
- Režim střelby: autoperskuse